# Neuer jüdischer Friedhof (Bełżyce)
Koordinaten: 51° 9′ 48,2″ N, 22° 16′ 51,2″ O

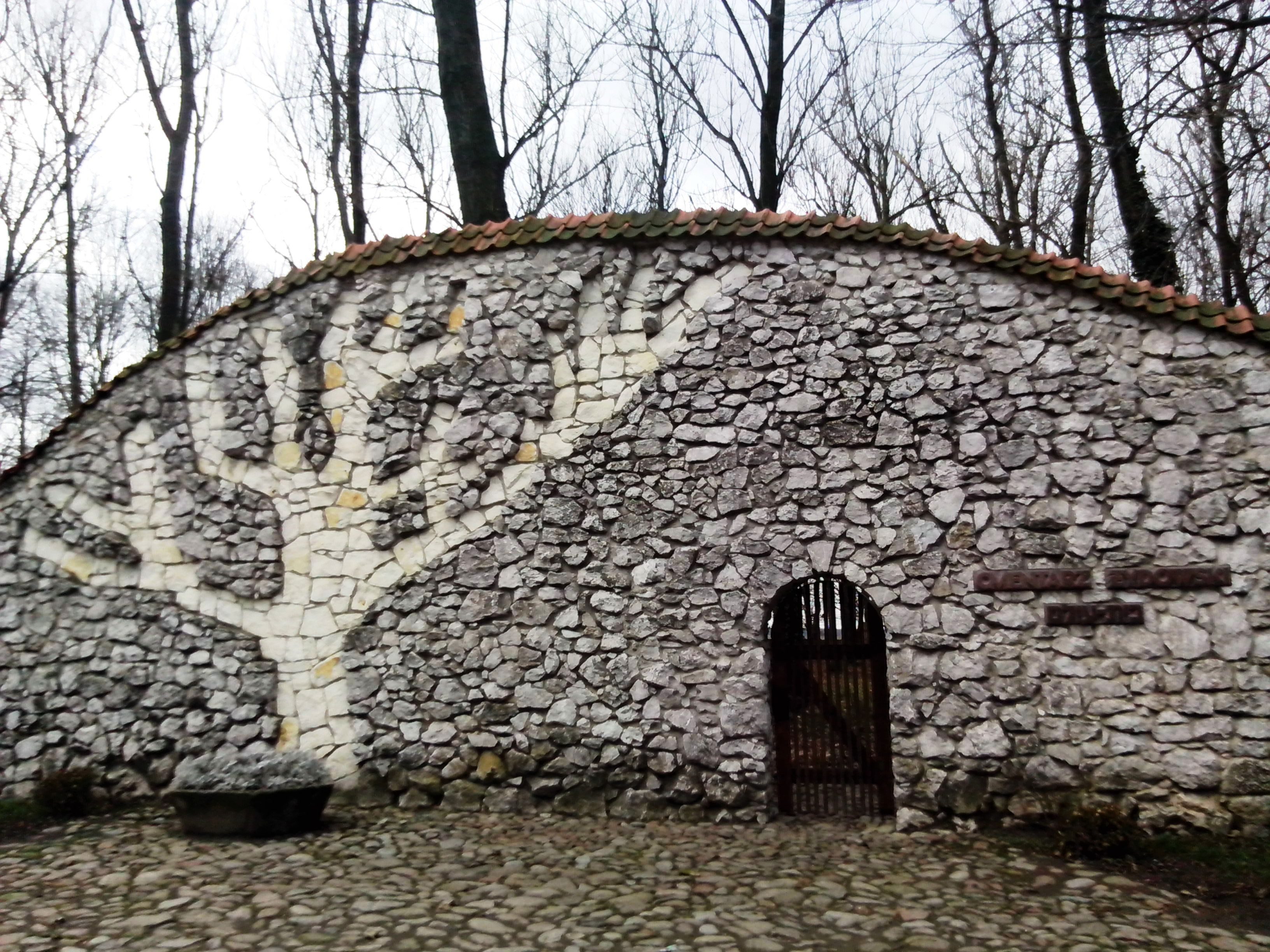
Eingang zum neuen jüdischen Friedhof Bełżyce

Der Neue jüdische Friedhof in Bełżyce, einer polnischen Stadt im Powiat Lubelski in der Wojewodschaft Lublin, wurde 1825 errichtet. Der jüdische Friedhof an der Przemysłowa-Straße, südlich der Stadt, wurde nach dem Ende des Zweiten Weltkriegs von den Bewohnern des Ortes geplündert. Die Grabsteine wurden entfernt und für Bauten verwendet. 
In den 1980er Jahren wurde der Friedhof mit einer Mauer umfriedet.